# Tegeticula yuccasella
The Yucca Moth (Tegeticula yuccasella) là một loài bướm đêm thuộc họ Prodoxidae. Loài này được tìm thấy ở Bắc Mỹ from Texas up to Southern Canada.
Sải cánh dài 18–27 mm. 
Ấu trùng ăn các loài sau:
- Yucca filamentosa
- Yucca smalliana
- Yucca flaccida
- Yucca glauca
- Yucca arkansana
- Yucca constricta
- Yucca rupicola
- Yucca pallida
- Yucca reverchoni
- Yucca aloifolia